# فهد بن نافل
فهد بن سعد بن نافل العتيبي هو شخصية رياضية ورجل أعمال سعودي، ورئيس نادي الهلال السعودي منذ 18 يونيو 2019 حتى 29 يوليو 2025، والمدير التنفيذي لتطوير الأعمال في «شركة المملكة القابضة» منذ 2018، وعضو اللجنة التنفيذية في «مستشفى المملكة والعيادات الاستشارية» منذ 2017.

## نبذة
حاصل على بكالوريوس في ريادة الأعمال والدراسات الريادية من «جامعة ميامي» في الولايات المتحدة الأميركية عام 2010م. وقبل توليه رئاسة نادي الهلال، شغل فهد بن نافل مناصب تنفيذية في القطاع الاستثماري، من بينها منصب المدير التنفيذي لتطوير الأعمال في «شركة المملكة القابضة» منذ عام 2018، وعضوية اللجنة التنفيذية في «مستشفى المملكة والعيادات الاستشارية» منذ 2017، كما عمل مساعدًا تنفيذيًا أول للأمير الوليد بن طلال بين عامي 2013 و2017.
وفي يونيو 2023، قاد تأسيس مؤسسة الهلال غير الربحية كأول كيان من نوعه بين الأندية السعودية، ضمن مستهدفات برنامج تخصيص الأندية الرياضية ورؤية السعودية 2030، حيث فاز لاحقًا برئاسة مجلس إدارتها بالتزكية في يونيو 2024.
كما عقد شراكات استراتيجية مع شركات كبرى مثل “طيران ناس” و”PUMA” دعماً لاستدامة الموارد المالية للنادي ورفع نسق الرعاية التسويقية بما يواكب توجهات الاقتصاد الرياضي السعودي.
استطاع الهلال ان يحقق أكثر من مليار ريال إيرادات سنوية بنمو تجاري 105% في عام 2024. 

## الجدول الزمني لمسيرته
جدول زمني مختصر لأبرز المحطات في حياته المهنية:
- 2013م: مساعد تنفيذي أول للأمير الوليد بن طلال.
- 2018م: مدير تطوير الأعمال في شركة المملكة القابضة.
- 2019م: انتخابه رئيسًا لنادي الهلال السعودي.
- 2023م: تولي رئاسة مؤسسة الهلال غير الربحية.
- 2024م: فوزه بالتزكية لرئاسة مؤسسة الهلال غير الربحية لدورة ثانية.
- 29 يوليو 2025: أعلن عدم ترشحه لولاية جديدة، بعد 6 أعوام تولى فيها رئاسة نادي الهلال.[7]

## الجوائز والتكريمات
- جائزة أفضل رئيس تنفيذي رياضي في الشرق الأوسط لعام 2022 من جوائز صناعة الرياضة (SPIA) في دبي، تقديراً لنجاحاته الإدارية مع نادي الهلال السعودي.[8]
- اختير ضمن أكثر الشخصيات تأثيرًا في الرياضة السعودية لعام 2023 في استفتاء صحيفة الرياضية.[9]
- كُرّم من قبل وزارة الرياضة السعودية بعد تحقيق نادي الهلال دوري أبطال آسيا 2021، ضمن حفل تكريم أبطال الإنجازات القارية.[10]

## البطولات التي حققها مع الهلال
1. دوري أبطال آسيا 2019
2. دوري أبطال آسيا 2021
3. دوري المحترفين السعودي 2019–20
4. كأس خادم الحرمين الشريفين 2019–20
5. دوري المحترفين السعودي 2020–21
6. دوري المحترفين السعودي 2021-2022
7. كأس السوبر السعودي 2021
8. كأس سوبر لوسيل 2022
9. كأس خادم الحرمين الشريفين 2023
10. كأس موسم الرياض 2024.[11]
11. كأس السوبر السعودي 2024.[12]
12. دوري المحترفين السعودي 2023–2024 (دوري روشن للمحترفين).[13]
13. كأس خادم الحرمين الشريفين 2023-2024. وبحصوله على هذه البطولة يكون ابن نافل قد أمضى 1810 أيام في كرسي رئاسة نادي الهلال، وتمكّن من تحقيق 13 بطولة، منها 11 رسمية، واثنتان تجريبيتان.[14]
14. كأس الدرعية للسوبر السعودي 2024.[15][16]

## انظر ايضا
- نادي الهلال
- شركة المملكة القابضة
- الوليد بن طلال
- تركي ال الشيخ
- عبدالرحمن بن سعيد